# Herbier Louis-Marie
L’Herbier Louis-Marie est situé dans les locaux du Pavillon Charles-Eugène-Marchand de l'Université Laval.  Il contient plus de 790 000 spécimens provenant principalement du Québec. 

## Historique
La fondation de l'Herbier Louis-Marie remonte à la création de la Faculté d'agriculture en 1962 et au transfert de l'herbier de l'Institut agricole d'Oka comprenant plus de 75 000 spécimens provenant principalement du travail du père Louis-Marie.  Plusieurs collections vinrent par la suite s'ajouter à cette première,. 
Les plus anciens spécimens remontent toutefois à la fondation de l'Université Laval en 1852. Les tout premiers furent collectionnés par l’abbé Edward John Horan. Par la suite, l'abbé Ovide Brunet enrichit cette collection et créa le Musée de botanique de l'Université Laval vers 1862. S'y adjoignirent plus tard les collections de Michel Joseph Ahern, de Dominique-Napoléon Saint-Cyr, de Joseph Schmitt et de l'abbé Léon Provancher.  Ce n'est qu'en 1994 que cet ensemble, qui logeait entretemps au Musée de l'Amérique française, fut intégré dans l'Herbier Louis-Marie,.

### Liste des conservateurs
- Lionel Cinq-Mars (1962-1973)
- Robert Gauthier (1973-2004)

- Serge Payette (2004-2021)

- Juan Carlos Villarreal Aguilar (2018-)

### Liste des contributions à l'herbier à partir de sa fondation
Le nombre entre parenthèses représente les spécimens.
- 1962 - Collection de l'Institut d'agriculture d'Oka (Collection du Père Louis-Marie) (79 000)
- 1968 - Faculté de Foresterie et de Géodésie (15 000)
- 1968 - Faculté des Sciences et de génie, Département de biologie, Alexandre Gagnon (12 500)
- 1971 - Herbier Arthème Dutilly (12 000)
- 1973 - Lionel Cinq-Mars (9 000)
- 1976 - Herbier Fabius Leblanc (28 000)
- 1977 - Roger van den Hende (2 000)
- 1981 - Herbier Ernest Lepage (31 000)
- 1981 - Jean-Paul Bernard (11 000)
- 1985 - Jacques Cayouette (5 000)
- 1987 - Ministère de l'environnement du Québec, direction de la conservation et du patrimoine écologique (9 000)
- 1992 - Faculté de Foresterie et de géomatique, département des sciences forestières (ULF), Gilles Lemieux (20 200)
- 1993 - Maurice Thibault (5 000)
- 1994 - Jean Deshaye (5 000)
- 1994 - Musée de l'Amérique française (Abbé Léon Provancher, Ovide Brunet et Dominique-Napoléon Saint-Cyr) (16 104)
- 1995 - Collection du laboratoire d'écologie forestière QEF (Miroslav Grandtner) (18 300)
- 1995 - Ola'h George (4 065)
- 1997 - Benoît Gauthier (6 000)
- 1998 - André Cardinal (11 000)
- 2002 - Camille Gervais (6 000)
- 2003 - Robert Gauthier (20 000)
- 2003 - Herbier du Service canadien de la faune, QSF (Léo Guy de Repentigny) (10 000)
- 2005 - Herbier Pomerleau, QFBE (Centre forestier des Laurentides) (20 000)
- 2005 - Herbier Rolland-Germain, SFS (Université de Sherbrooke) (128 000)
- 2006 - Rolland Germain (21 000)
- 2007 - Pierre Morisset (7 000)
- 2008 - Pierre Guertin (10 557)
- 2009 - Jean Gagnon (6 000)
- 2009 - Michelle Garneau (7 225)
- 2009 - Serge Payette (3 000)
- 2009 - Claude Roy (7 500)
- 2012 - Line Rocherfort et coll. (1 200)